# System sterowania reakcyjnego
System sterowania reakcyjnego (RCS z  ang. Reaction Control System) – zespół niewielkich silników odrzutowych sterujących położeniem statku kosmicznego lub samolotu w sytuacji, kiedy na powierzchnie sterowe nie działają siły aerodynamiczne.
Sytuacje takie to:
- lot w przestrzeni kosmicznej,
- lot w rzadkich warstwach atmosfery,
- brak powierzchni sterowych.

Zadaniem RCS jest sterowanie położeniem w przestrzeni, sterowanie w ogóle, niewielkie zmiany prędkości. To co odróżnia silniki RCS od innych silników rakietowych to niewielka moc i małe rozmiary.
Systemy sterowania reakcyjnego są stosowane:
- podczas manewrów zbliżeniowych w czasie dokowania,
- do utrzymania parametrów orbity,
- do uzyskania określonego położenia w kosmosie,
- do zmiany położenia przed deorbitacją,
- do utrzymania położenia podczas wchodzenia do atmosfery i w atmosferze.

## Bell X-1
W 1957 roku jeden z egzemplarzy eksperymentalnego samolotu X-1B został przystosowany do testowania systemu sterowania reakcyjnego. Zostało to zrealizowane w ten sposób, że kilka rakiet zasilanych nadtlenkiem wodoru dobudowano do końcówek skrzydeł oraz do tylnej części kadłuba, poprawiając sterowanie w warunkach zmniejszonego ciśnienia atmosferycznego. Zdobyte wówczas doświadczenie miało znaczenie jeszcze podczas programu X-15. Z powodu problemów finansowych z X-1B, eksperymenty kontynuowano z samolotem F-104.

## System RCS w samolocie F-104 A

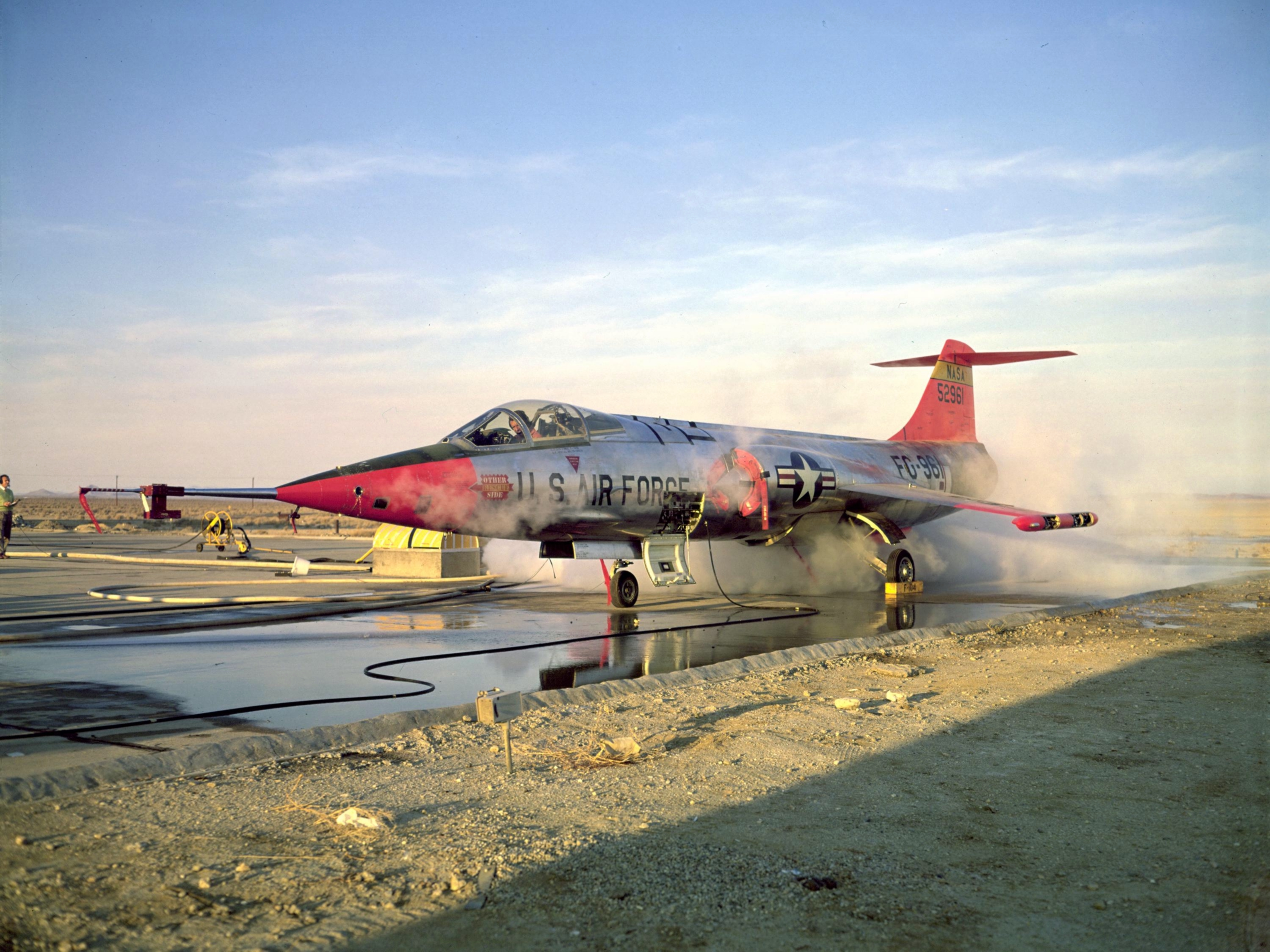

W 1957 roku seryjny myśliwiec F-104 A został zmodyfikowany poprzez dobudowanie systemu sterowania reakcyjnego zasilanego nadtlenkiem wodoru. RCS zapewniało myśliwcowi sterowność w górnych, rozrzedzonych warstwach atmosfery (pułap lotu F-104 to ok. 25 tys. m), gdzie konwencjonalne powierzchnie sterowe są nieskuteczne.
Rysunek z lewej strony przedstawia naziemne próby systemu sterowania reakcyjnego będącego efektem modernizacji myśliwca F-104.

## System RCS w samolocie X-15
North American X-15 – pierwszy lot tego suborbitalnego samolotu odbył się 15 listopada 1960 r. Samolot osiągał wysokość 100 kilometrów, operował w bardzo rzadkich warstwach atmosfery, do lotów balistycznych włącznie. Posiadał silniki rakietowe RCS służące do sterowania położeniem w przestrzeni. Dysze rakiet RCS zasilane nadtlenkiem wodoru umieszczone były w części dziobowej X-15 i służyły do sterowania pochyleniem samolotu i odchyleniem kursu, dysze RCS na skrzydłach zapewniały wykonywanie przechyleń na skrzydło lub obrotów wokół osi wzdłużnej.

## System RCS w programie Merkury
Statki kosmiczne programu Merkury osiągały orbitę, ale nie miały w swoim programie spotkań na orbicie. Do deorbitacji służyły trzy silniki hamujące na paliwo stałe, pracowały 10 sekund po czym się wyłączały i zostawały odrzucane odsłaniając osłonę cieplną. Statek kosmiczny Mercury miał trzy silniki RCS zamontowane na kapsule i nie były one od kapsuły odłączane i odrzucane. Służyły do sterowania kapsułą w trzech płaszczyznach. W sąsiedztwie nosa kapsuły umieszczony był spojler i jego zadaniem było spełnianie roli statecznika, czyli zapewnienie aby w atmosferze kapsuła poruszała się osłoną cieplną do przodu (nos z tyłu).

## System RCS w programie Gemini
Program Gemini był mostem łączącym programy Merkury i Apollo.
Kapsuła użyta w tym programie służyła do doskonalenia następujących operacji:
- manewry na orbicie
- spotkanie na orbicie
- deorbitacja
- wejście do atmosfery
- sterowane opadanie w atmosferze do określonego rejonu wodowania

Statek kosmiczny Gemini składał się z modułu załogowego i adaptera. W końcowej części misji przed wejściem do atmosfery statek kosmiczny był orientowany większą podstawą w kierunku ruchu kapsuły, a astronauci siedzieli skierowani plecami w tym że kierunku. Wszystkie silniki sterowania reakcyjnego znajdowały się w adapterze, który miał kształt ściętego stożka. Przy podstawie o mniejszej średnicy przedłużeniem adaptera był moduł załogowy. Natomiast przy podstawie o większej średnicy znajdowało się 10 silników systemu (OAMS) Orbit Attitude and Maneuver System. Silniki OAMS były używane podczas manewrów zbliżeniowych i podczas łączenia statków kosmicznych. Część adaptera z silnikami OAMS przed wejściem do atmosfery była odłączana i odrzucana odsłaniając cztery hamujące silniki rakietowe na paliwo stałe o ciągu wynoszącym 11 070 N. Zapłon tych silników rozpoczynał operacje deorbitacji kapsuły. W tym czasie położenie kapsuły było sterowane sześcioma silnikami RCS (Re-entry Control System), każdy o ciągu 5,2 N, znajdujących się przy podstawie o mniejszej średnicy (przy module załogowym). Po wypaleniu się paliwa w silnikach hamujących, czyli po zakończeniu inicjacji deorbitacji zostawała odłączana  i odrzucana pozostała część adaptera odsłaniając osłonę cieplną przy podstawie modułu załogowego. Dalsze opadanie kapsuły nie było sterowane żadnymi silnikami rakietowymi.

## System RCS w programie Apollo

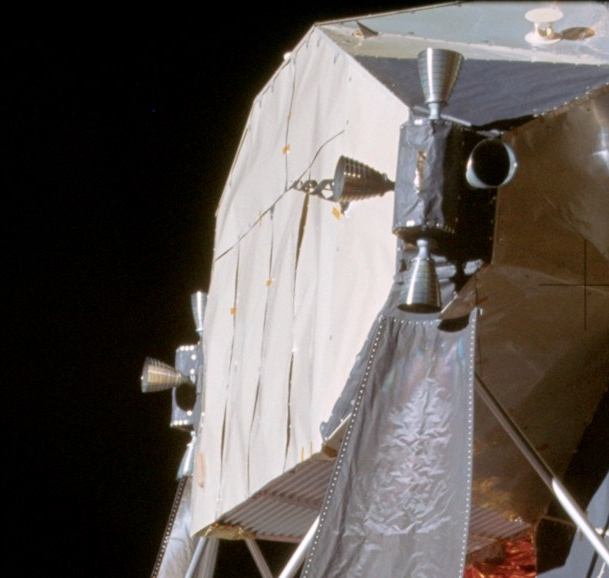
Moduły dysz RCS na module księżycowym. Zdjęcie zostało wykonane na powierzchni Księżyca.

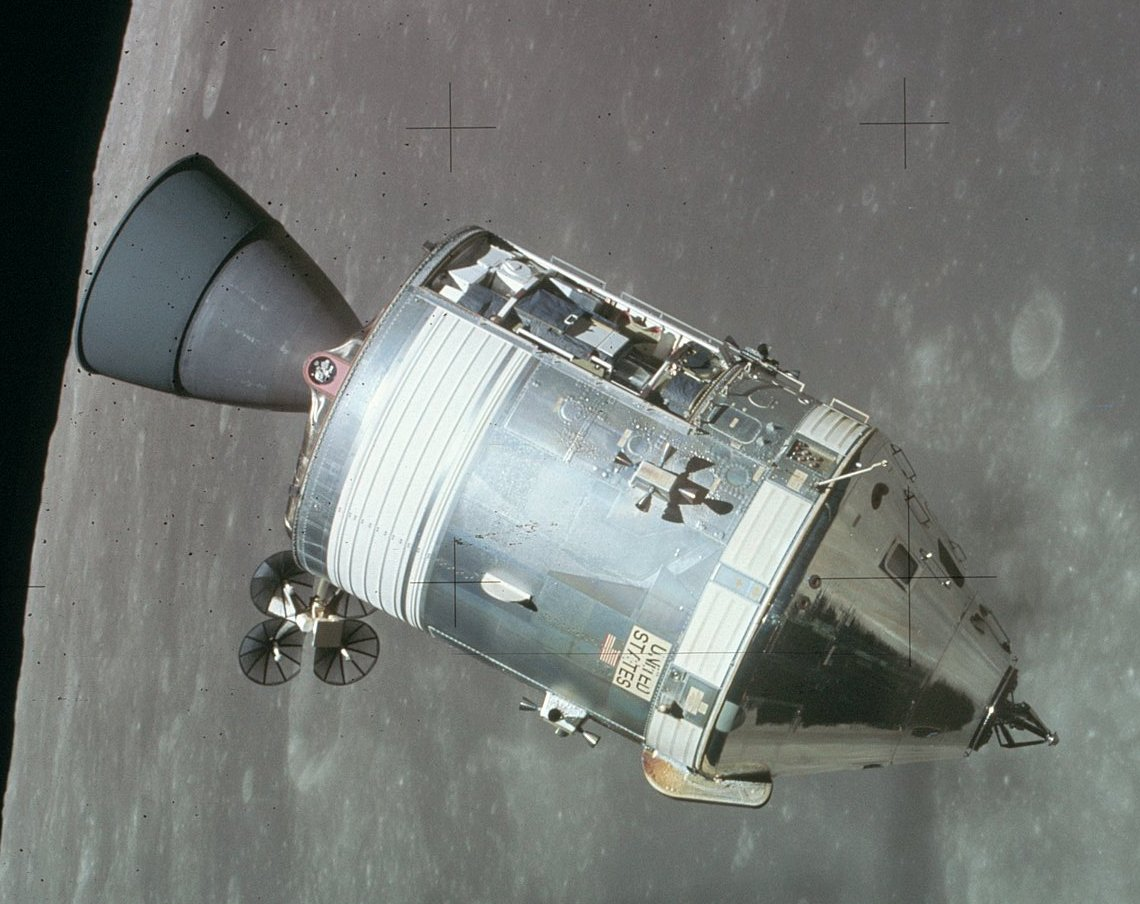
Dysze RCS na module serwisowym

Podczas realizacji programu Apollo systemy RCS zastosowano w Module Dowodzenia, w Module Serwisowym i Module Księżycowym. Moduły księżycowy i  serwisowy  poruszające się wyłącznie w kosmosie, nigdy nie poddawane naprężeniom aerodynamicznym, posiadały systemy sterowania reakcyjnego, w których zestawy pogrupowane po cztery dysze,  były skierowane w różnych kierunkach i wystawały poza obrys statku. Dysze modułów księżycowego i serwisowego, były tak skonfigurowane aby zapewnić sterowanie położeniem w przestrzeni z wymaganą dokładnością, a było to możliwe dzięki umieszczeniu sprzężonych dysz RCS na przeciwległych stronach modułu.
Moduł Dowodzenia statku kosmicznego Apollo, część swojej drogi pokonywał w atmosferze w ekstremalnych warunkach i dlatego jego dysze RCS nie wystawały poza obrys statku kosmicznego.

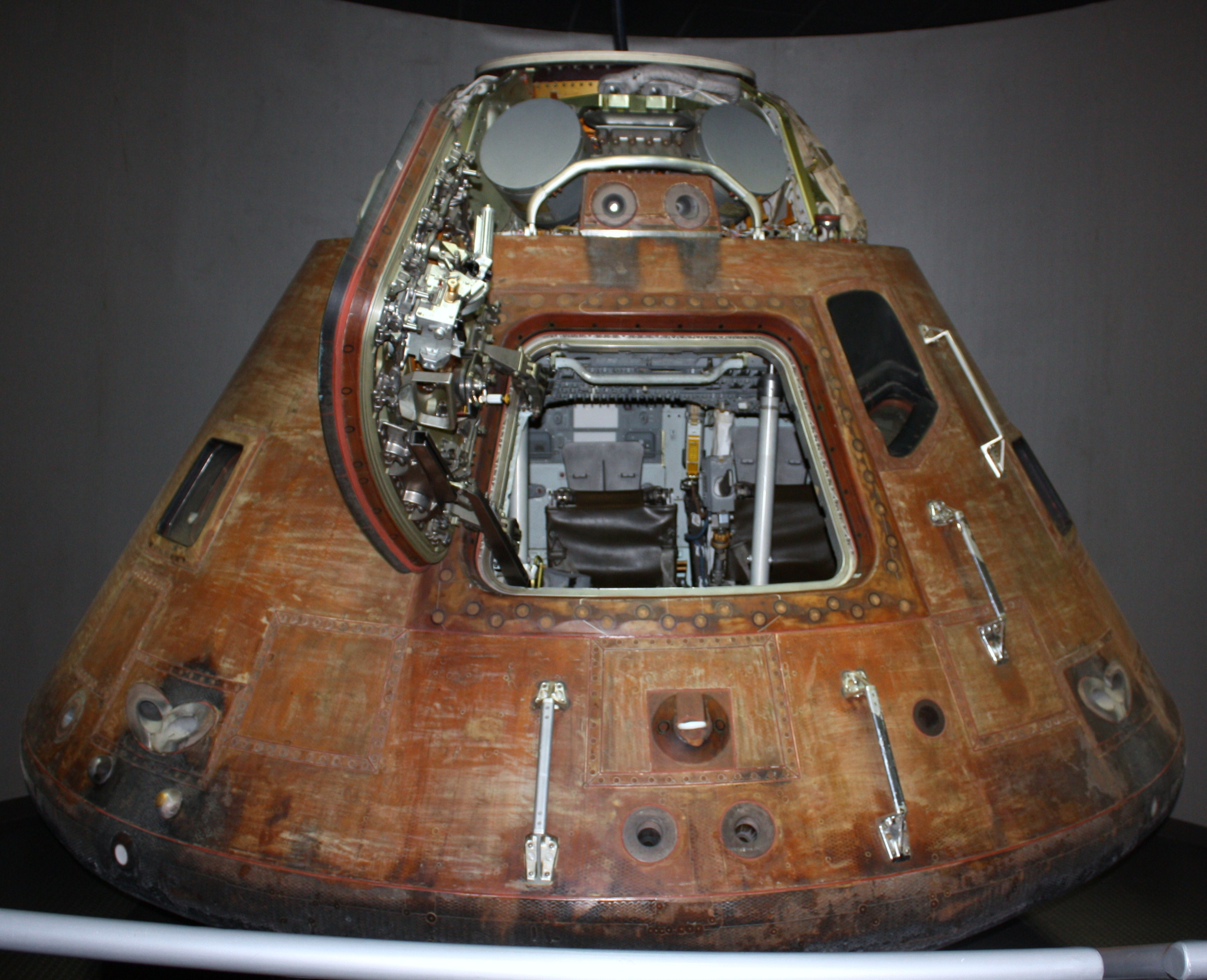
Zdjęcie modułu dowodzenia programu Apollo z zaznaczonymi dyszami RCS

## System RCS na wahadłowcu
Na zespół silników RCS w wahadłowcu składało się 36 podstawowych silników (typu Marquad R-40A) o ciągu w próżni wynoszącym 3870 N każdy, oraz dodatkowych sześciu silników korekcyjnych (typu Marquad R-1E) o ciągu 111,2 N każdy. Przedni RCS dzieli się na moduły prawy, lewy i środkowy. W prawym i lewym module są po 4 dysze podstawowe i po jednej korekcyjnej. W przednim, środkowym module znajduje się 6 dysz podstawowych. Tylny (prawy i lewy) RCS są ulokowane z Orbitalnym Systemem Manewrowym OMS w głowicach OMS/RCS. W każdej głowicy mieści się 10 podstawowych silników i 2 korekcyjne. 
Paliwem jest monometylohydrazyna (MMH) i tetratlenek diazotu N2O4.
Każdy z zespołów posiada własne zbiorniki z paliwem zawierające max 422 kg MMH i 645 kg N2O4 (normalnie odpowiednio 388 kg i 621 kg) w przednim module, a 823 i 1318 kg w dwóch tylnych łącznie.
Podczas wchodzenia promu kosmicznego do atmosfery gdy skuteczność powierzchni sterowych osiągała założoną skuteczność, RCS zostawało automatycznie odłączane.

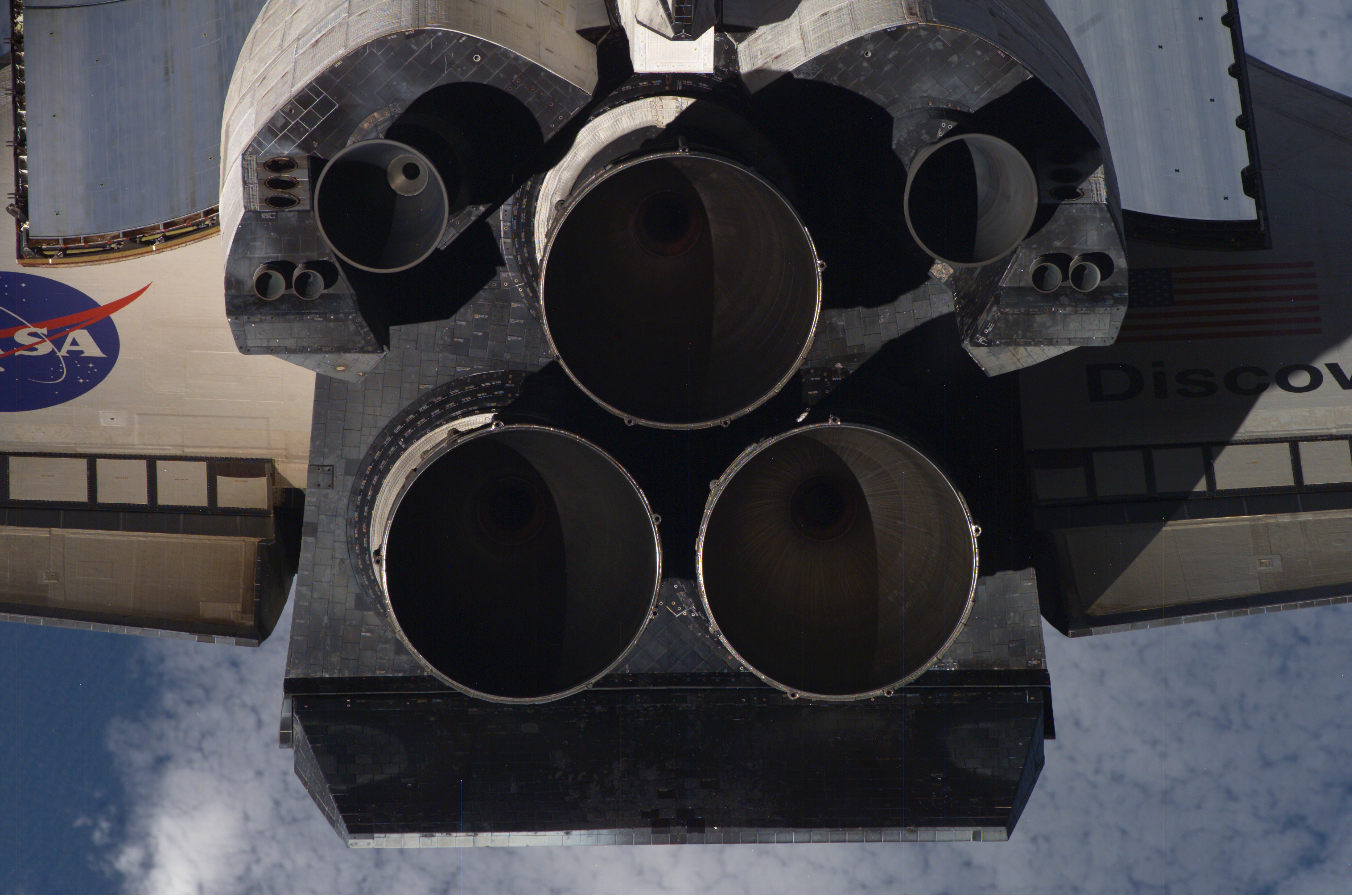

Dysze RCS w promie kosmicznym

## System RCS w Space Ship One

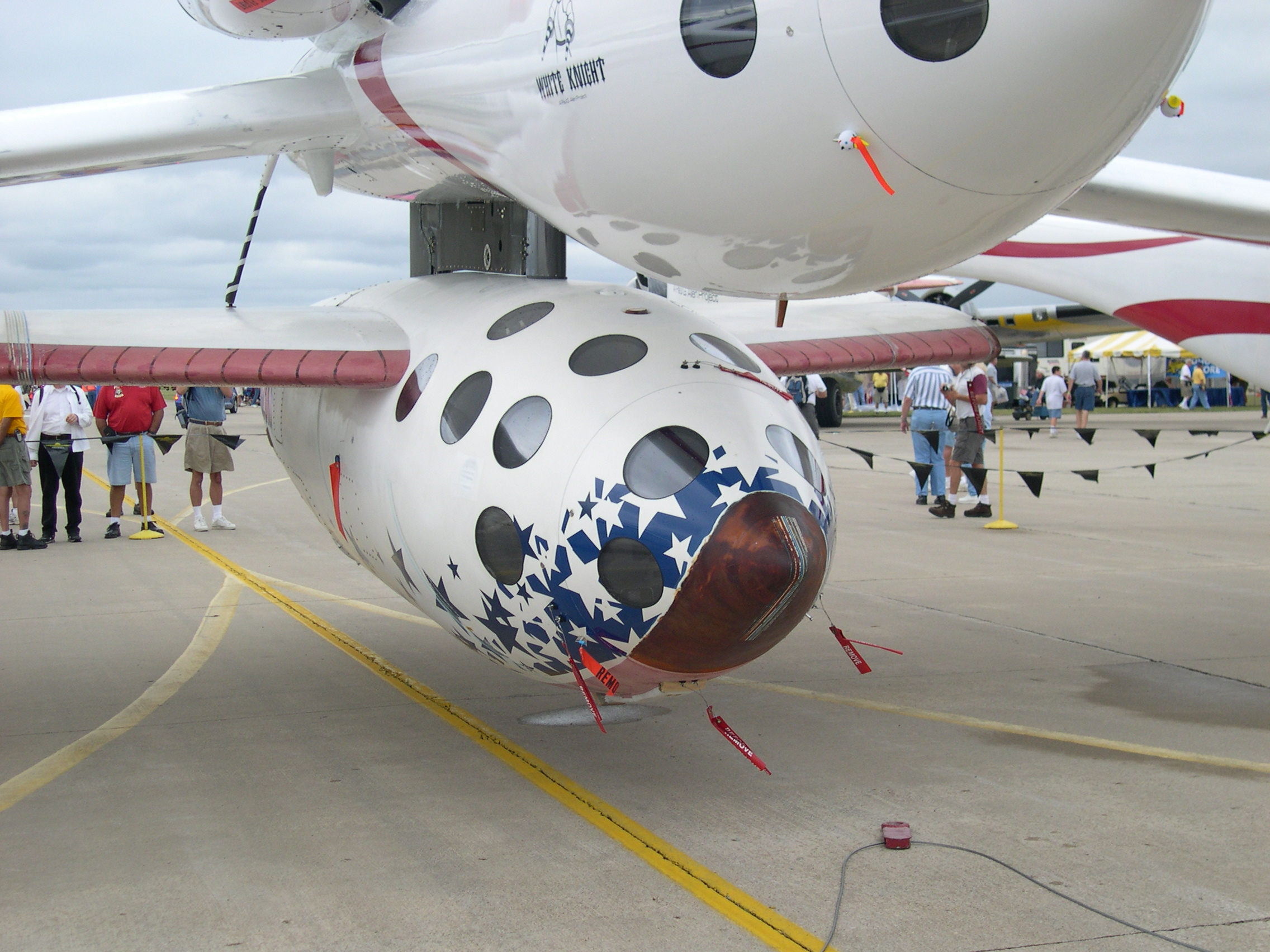

Obecnie prowadzone są badania nad testami sterujących silników reakcyjnych w których źródłem ciągu  jest siła jaka powstaje podczas rozprężania sprężonego schłodzonego gazu, podtlenku azotu. Testy prowadzone są w komorze próżniowej w celu weryfikacji  predyspozycji zarówno azotu jak i podtlenku azotu. Bazując na rezultatach badań parametry wskazują na tlenek azotu jako schłodzonego gazu dla systemów sterowania reakcyjnego niewielkich statków kosmicznych. Taki system sterowania reakcyjnego jest zastosowany w SpaceShip One. Potlenek azotu w jest używany jako utleniacz w hybrydowym rakietowym silniku głównym statku kosmicznego SpaceShipOne.
- Dysze silników reakcyjnych sterujących pochyleniem w płaszczyźnie pionowej, oraz zmiany kursu (w płaszczyźnie poziomej), znajdują się w części dziobowej. U góry i na dole umieszczone są dysze do sterowania pochyleniem, a po obu stronach znajdują się dysze zmiany kursu. Na zdjęciu wspomniane dysze zatkane są zaślepkami opatrzonymi etykietami z napisem "REMOVE" (USUŃ).
- Dysze RCS umieszczone, w przedniej części górnej powierzchni skrzydła, przy krawędzi, służą do sterowania pochyleniami w prawo i w lewo, lub do sterowania obrotami wokół osi x.
- Oto film pokazujący przykład nieprawidłowego działania, lub nieprawidłowego użycia systemu RCS podczas wznoszenia samolotu kosmicznego na rekordową wysokość 98 000 metrów. Zanim pilot opanował samolot, SpaceShipOne wykonał 24 niekontrolowane beczki.